# Голубинцев, Владимир Олегович
Влади́мир Оле́гович Голуби́нцев  (род. 20 июля 1937, Новочеркасск) — советский и российский философ, специалист в области философии естествознания; кандидат философских наук, профессор.

## Биография
В 1961 году окончил электромеханический факультет НПИ.
С 1961 и до 1973 года работал инженером, главным инженером вычислительного центра НПИ. В 1973 году получил ученую степень кандидата философских наук, защитив диссертацию на тему «Философский анализ проблемы кибернетизации научно-исследовательской деятельности».
С 1976 года работал доцентом кафедры философии НПИ, с 1981 по 2001 год работал заведующим кафедрой философии НПИ. Является автором многочисленных статей и книг по философии.